# Гицелев, Захар Дмитриевич
Захар Дмитриевич Гицелев (бел. Захар Дзмітрыевіч Гіцалеў; род. 21 февраля 2004, Берёза, Брестская область) — белорусский футболист, полузащитник клуба БАТЭ.

## Карьера

### БАТЭ

#### Аренда в «Барановичи»
Воспитанник берёзовской ДЮСШ, где первым тренером был Владимир Владимирович Зубач. Позже футболист перебрался в борисовский БАТЭ, где в 2020 году стал выступать за дублирующий состав. В феврале 2023 года футболист на правах арендного соглашения перешёл в «Барановичи» до конца сезона. Дебютировал за клуб футболист 2 апреля 2024 года в матче против «Островца», выйдя на поле в стартовом составе и отличившись результативной передачей. Дебютными забитыми голами за клуб футболист отличился 29 апреля 2023 года в матче против «Орши». Очередным забитым дублем за клуб футболист отличился 31 мая 2023 года в матче Кубка Беларуси против кобринского «Атланта». На протяжении сезона футболист выступал за клуб в роли одного из ключевых игроков, отличившись 7 забитыми голами и 5 результативными передачами. По итогу сезона футболист вместе с клубом завершил чемпионат на итоговом шестом месте. По окончании срока арендного соглашения футболист покинул барановичский клуб.

#### Сезон 2024
В январе 2024 года футболист вернувшись в борисовский БАТЭ стал готовиться к новому сезону с основной командой. В апреле 2024 года футболист отправился в распоряжение второй команды клуба. Дебютный матч за команду футболист сыграл 7 апреля 2024 года против «Барановичей», выйдя на поле в стартовом составе. Дебютным забитым голом за команду футболист отличился 14 апреля 2024 года в матче против «Молодечно-2018». За основную команду борисовского БАТЭ футболист дебютировал 26 апреля 2024 года в матче против «Витебска», выйдя на замену на 72 минуте.

## Международная карьера
В январе 2020 года футболист выступал за юношескую сборную Беларуси до 16 лет. В июне 2022 года футболист получил вызов в юношескую сборную Беларуси до 19 лет, за которую дебютировал в товарищеских матчах против сборной Узбекистана. В сентябре 2022 года футболист вместе со сборной отправился на квалификационные матчи юношеского чемпионата Европы, однако на поле так и не вышел.